# Hermann Josef Nellessen

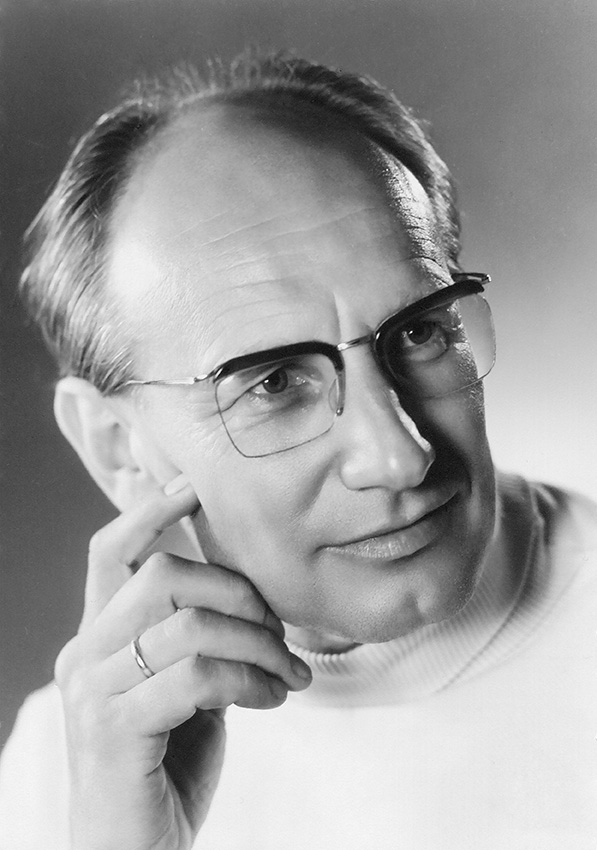
Hermann Josef Nellessen

Hermann Josef Nellessen (* 29. April 1923 in Aachen; † 4. August 2004 in  Berlin) war ein deutscher Dirigent und Komponist.

## Leben
1923 in Aachen geboren, erhielt Hermann Josef Nellessen frühzeitig Klavierunterricht. Für viele Jahre war er Schüler von Karl Lenzen. Nach dem Besuch des Kaiser-Karls-Gymnasiums in Aachen ging er als Jungstudent an die Musikhochschule in Köln. 1941 musste er als Soldat an die Front. Nach Gefangenschaft und Arbeit als Zivil-Musiker bei der amerikanischen Besatzung nahm er im Frühjahr 1947 sein Studium in Köln wieder auf. Zu seinen Lehrern gehörten Philipp Jarnach (Komposition), Erich Rummel (Klavier) und Günther Wand (Dirigieren).
Bereits 1948 war er als Korrepetitor am Stadttheater Aachen tätig, wo er ab 1949 für fünf Jahre eine Anstellung als 2. Kapellmeister und Korrepetitor erhielt. Es folgten Chefpositionen von 1954 bis 1956 beim Staatlichen Kulturorchester Mülhausen, von 1956 bis 1958 am Brandenburger Theater, von 1958 bis 1963 am Stadttheater Cottbus sowie von 1967 bis 1979 beim Staatlichen Sinfonieorchester Neubrandenburg (heute: Neubrandenburger Philharmonie). 1956 wurde er zum Musikdirektor ernannt.
Eine umfangreiche Gastiertätigkeit führte ihn an die Sinfonieorchester in Olsztyn, Szczecin, Bydgoszcz, Gdańsk, Białystok, Rzeszów, Kielce, Koszalin, Zielona Góra (Polen), Teplice, Gottwaldov (Tschechien) sowie zu Orchestern in Plewen, Russe und Schumen (Bulgarien). In der ehemaligen DDR gastierte er unter anderem beim damaligen Berliner Sinfonie-Orchester, dem Großen Rundfunkorchester Berlin und dem Sinfonieorchester des Leipziger Rundfunks.
1979 beendete er seine aktive Tätigkeit als Dirigent und ging an die Hochschule für Musik Hanns Eisler Berlin, wo er bis zur Pensionierung als Dozent für Partiturspiel in der Dirigentenklasse tätig war und danach diese Arbeit im Lehrauftrag noch mehr als ein Jahrzehnt ausübte. Sein kompositorisches Schaffen konzentrierte sich in den drei Jahrzehnten der aktiven Dirigententätigkeit vor allem auf den sinfonischen und konzertanten Bereich. Seit etwa 1980 wandte er sich immer intensiver der Chormusik zu. Durch seine Ehefrau, die Chordirigentin Marieluise Nellessen (1923–1997), kam er in eine enge Verbindung zur Berliner Chorszene. Bis zu seinem Tod im Jahr 2004 hat er zahlreiche Werke und Bearbeitungen für diverse Chorbesetzungen komponiert, die von Ensembles in Berlin, Mecklenburg-Vorpommern und Hessen aufgeführt wurden.

## Werk

### Sinfonische und konzertante Werke (Auswahl)
- Divertimento für Klavier und Orchester, UA Braunschweig 1948
- 1. Sinfonie, UA Aachen, 104. Niederrheinisches Musikfest 1949
- 2. Sinfonie „Sinfonia graziosa“, UA Kassel 1951
- 3. Sinfonie für Klavier, Streichorchester und Pauken, UA Aachen 1953
- Kontrabasskonzert, UA Gotha 1955
- Divertimento I für Streichorchester, UA Cottbus 1960
- Ouvertüra giocosa, UA Cottbus 1960
- Concertino für Klavier und Streichorchester, UA Neubrandenburg 1964 (Edition Peters)
- Divertimento II für Streichorchester, UA Neubrandenburg 1964
- Introduktion und Toccata für Orchester, UA Neubrandenburg 1965
- „Sarina und Bachodur“ Tadshikische Suite nach einer Volkssage, UA Neustrelitz 1968
- Sinfonietta für Streichorchester und Schlagwerk, Auftrag des Friedrich-Wolf-Theaters Neustrelitz, UA 1969
- „Die Spielzeugschachtel“ – 6 Miniaturen für junge Klaviersolisten mit Streichorchesterbegleitung, UA Neubrandenburger Musiktage 1970 (Edition Peters)
- Musik für Oboe und Orchester, UA Neubrandenburg 1972
- Variationen über ein Thema von Mozart für Klavier und Orchester, Auftrag der Musikschule Neubrandenburg, UA 1979
- Konzert für Violoncello und Orchester, UA Neubrandenburg 1979
- „Fest im Süden“, Tarantella für Orchester, 1992

### Märchenballett
- „Die kleine Zauberin“, Libretto: Jupp Weindich, UA Friedrich-Wolf-Theater Neustrelitz 1982

### Kammermusik (Auswahl)
- Drei kleine Stücke für Violoncello und Klavier, 1979 (Verlag Neue Musik)
- Divertissement für Bläserquintett „Hommage à Francis Poulenc“, 1982

### Chorwerke (Auswahl)

#### Kompositionen für gemischten Chor
- „Einsamkeit“, „Septembersonne“, „Märzsonne“ (Text: Eva Strittmatter)
- „Alltägliches Lied von der Liebe“ (Text: Heinz Kahlau)
- „Was ich will“ (Text: Regina Scheer)
- „Ave Maria“
- „Frieden“ Passacaglia
- „Halleluja“
- „Pater noster“
- „Kein schöner Land“ – Volkslieder-Kantate

#### Kompositionen für Frauenchor
- „Sprüche und Widersprüche“ – Liederzyklus nach Texten von Armin Stolper

#### Kompositionen für Männerchor
- „Italienischer Sprachführer“ Humoristical nach einer piemontesischen Volksweise
- „Kleine Zoologie“ Scherz-Kanon
- „Musikalische Basteleien“ Humoristische Volksliedbetrachtungen
- „Rossiniade“ Humoristical nach Gioacchino Rossini
- „Rumlied“ (Text: Theodor Fontane)
- „Berlin bleibt Berlin“ Paul-Lincke-Potpourri

sowie mehr als 50 Volksliedbearbeitungen für diverse Chorbesetzungen

## Ehrungen
Herrmann Josef Nellessen wurde mit dem Carl Blechen- und dem Fritz-Reuter-Preis ausgezeichnet.